# Antonio Ghomsi
Antonio Ghomsi (Bandjoun Koun, 22 april 1984) is een voetballer uit Kameroen die als verdediger speelt.
Ghomsi kwam op zijn zestiende in Italië terecht omdat Genoa een samenwerkingsakkoord had met de Kameroense voetbalschool in zijn geboortestad Douala. Hij werd uitgeleend aan heel wat Italiaanse tweedeklassers alvorens op huurbasis naar Mechelen te komen. KV nam hem vorig jaar definitief over van Siena. Ghomsi stond met Kamoeroen op de Olympische Spelen in Peking waar hij de eerste rond overleefde. Hij doorliep alle nationale jeugdselecties.

## Statistieken
| Seizoen         | Club                      | Competitie         | Competitie | Competitie | Play-offs | Play-offs | Beker | Beker | Totaal | Totaal |
| Seizoen         | Club                      | Competitie         | Wed.       | Dlp.       | Wed.      | Dlp.      | Wed.  | Dlp.  | Wed.   | Dlp.   |
| --------------- | ------------------------- | ------------------ | ---------- | ---------- | --------- | --------- | ----- | ----- | ------ | ------ |
| 2002-03         | Genoa CFC                 | Serie A            | 2          | 0          | nvt       | nvt       | 0     | 0     | 2      | 0      |
| 2003-04         | Genoa CFC                 | Serie B            | 3          | 0          | nvt       | nvt       | 0     | 0     | 3      | 0      |
| 2004-05         | → Salernitana Calcio 1919 | Serie B            | 12         | 0          | nvt       | nvt       | 0     | 0     | 12     | 0      |
| 2005-06         | Genoa CFC                 | Serie B            | 1          | 0          | nvt       | nvt       | 0     | 0     | 1      | 0      |
| 2005-06         | Perugia Calcio            | Serie B            | 28         | 1          | nvt       | nvt       | 0     | 0     | 28     | 1      |
| 2006-07         | FC Messina                | Serie A            | 2          | 0          | nvt       | nvt       | 0     | 0     | 2      | 0      |
| 2007-08         | US Avellino               | Serie B            | 0          | 0          | nvt       | nvt       | 0     | 0     | 0      | 0      |
| 2008-09         | US Avellino               | Serie B            | 16         | 0          | nvt       | nvt       | ?     | ?     | 16     | 0      |
| 2009-10         | KV Mechelen               | Jupiler Pro League | 24         | 0          | 6         | 0         | 5     | 1     | 35     | 1      |
| 2010-11         | KV Mechelen               | Jupiler Pro League | 20         | 0          | 1         | 0         | 2     | 0     | 23     | 0      |
| 2011-12         | KV Mechelen               | Jupiler Pro League | 29         | 0          | 3         | 0         | 2     | 0     | 34     | 0      |
| 2012-13         | KV Mechelen               | Jupiler Pro League | 23         | 0          | 6         | 0         | 2     | 0     | 31     | 0      |
| 2013-14         | KV Mechelen               | Jupiler Pro League | 24         | 0          | 3         | 0         | 2     | 0     | 29     | 0      |
| 2014-15         | KV Mechelen               | Jupiler Pro League | 0          | 0          | 0         | 0         | 0     | 0     | 0      | 0      |
| 2014-15         | Skoda Xanthi              | Super League       | 9          | 1          | nvt       | nvt       | 0     | 0     | 9      | 1      |
| 2015-16         | Dinamo Boekarest          | Liga 1             | 4          | 0          | nvt       | nvt       | 1     | 0     | 5      | 0      |
| Carrière totaal | Carrière totaal           | Carrière totaal    | 197        | 2          | 19        | 0         | 14    | 1     | 230    | 3      |